# Apollonius van Chalcedon
Apollonius van Chalcedon  of van Nicomedia, leefde begin tweede eeuw en was een Griekse filosoof.

## Biografie
Stoïcijnse filosoof, waar we weinig informatie over hebben. Hij werd uitgenodigd naar Rome door de keizer Antoninus Pius, en werd leermeester van Lucius Verus en Marcus Aurelius